# Echinophora tournefortii
Echinophora tournefortii là một loài thực vật có hoa trong họ Hoa tán. Loài này được Jaub. & Spach mô tả khoa học đầu tiên năm 1848.